# Siphogenerina
Siphogenerina, en ocasiones erróneamente denominado Siphogerina, es un género de foraminífero bentónico de la subfamilia Tubulogenerininae, de la familia Siphogenerinoididae, de la superfamilia Buliminoidea, del suborden Buliminina y del orden Buliminida. Su especie tipo es Siphogenerina costata. Su rango cronoestratigráfico abarca desde el Eoceno hasta la Actualidad.

## Discusión
Clasificaciones previas incluían Siphogenerina en el suborden Rotaliina del orden Rotaliida.

## Clasificación
Se han descrito numerosas especies de Siphogenerina. Entre las especies más interesantes o más conocidas destacan:
- Siphogenerina bifrons
- Siphogenerina columellaris
- Siphogenerina costata
- Siphogenerina oveyi
- Siphogenerina raphana

Un listado completo de las especies descritas en el género Siphogenerina puede verse en el siguiente anexo.
En Siphogenerina se ha considerado el siguiente subgénero:
- Siphogenerina (Rectobolivina), aceptado como género Rectobolivina